# Robbov vodnjak
Robbov vodnjak ali Vodnjak treh kranjskih rek je najznamenitejši ljubljanski vodnjak s skulpturami iz belega marmorja. Dokončan je bil leta 1751. Avtor vodnjaka je Francesco Robba. Zaradi dragega materiala ter dolgotrajnega postopka izdelave skoraj bankrotiral. V obliki personifikacij so upodobljene reke Sava, Krka in Ljubljanica. Stal je na Mestnem trgu pred ljubljansko Mestno hišo, na stičišču treh mestnih ulic, kjer je postavljena replika. Original je od avgusta 2008 shranjen v Narodni galeriji Slovenije.
Vodnjak je nastal po navdihu vodnjaka Gianlorenza Berninija, ki stoji na Piazzi Navoni v Rimu (Vodnjak štirih rek sveta, 1647-1651). Pri oblikovanju pa se je Robba zgledoval po vodnjaku Filippa Barigionija na trgu Piazza della Rotonda pred Panteonom.
Ob zasnovanju vodnjaka lahko omenimo tudi idejo, da bi izražal povezavo Ljubljane z Argonavti. Tako naj bi  bil eden od moških likov zasnovan kot Neptun, preostali figuri pa kot rečni božanstvi Savus in Nauportus, ki predstavljata reki Savo in Ljubljanico, ki sta ponesli ladjo Argo do Vrhnike.
Robbov vodnjak so večkrat popravljali, posebej po potresu leta 1895 in ob urejanju trga, ko je arhitekt Plečnik načrtoval dopolnjene tlake in nove stopnice. Zadnja prenova se je močno zavlekla in od prvih celostnih načrtov leta 1979 nadaljevala do pomladi leta 2006. Original so zaradi restavriranja in ogroženosti odstranili in zamenjali istega leta z repliko iz enakih materialov na Mestnem trgu. Original je po restavriranju postavljen v Narodni galeriji, kjer so zanj predvideli mesto v novejšem delu stavbe, ob vhodu. Dela, ki so po dolgih letih priprav rekonstruirala prvotno podobo stopnic in konfinov ob njih, je vodil Restavratorski center. Dela na repliki so delno izvajali kamnoseki s Hotavelj.

## Opis
Vodnjak je sestavljen iz trilistne školjke z ogelnimi vrinki, do nje vodijo poligonalne stopnice, iz nje pa raste trikotni obelisk iz domačega marmorja, z latinskim napisom:
MDCCLI Francesco Robba Fecit - 1751.
Na vznožju vodnjaka so tri moške figure, tritoni, z delfinom ob nogah in vrčem v rokah iz katerega teče voda, kar simbolizira tri glavne kranjske reke. Figure so iz kararskega marmorja, ostali deli iz domačega kamna iz Lenega Brda. 